# Abell 3677
Abell 3677 è un ammasso di galassie situato prospetticamente nella costellazione del Sagittario alla distanza di 1,139 miliardi di anni luce dalla Terra (light travel time). È inserito nell'omonimo catalogo compilato da George Abell nel 1958.
È del tipo I secondo la classificazione di Bautz-Morgan ed ha una classe di ricchezza di 1. LEDA 140895 è la galassia più luminosa dell'ammasso.
Abell 3677 è un componente del Superammasso del Microscopio (SCl 174).